# Lacul Amara, Ialomița
Lacul Amara este un lac natural, fost liman fluviatil barat cu aluviuni, situat într-o depresiune (Crivaia), care este veche matcă a râului Ialomița, care nu mai are actual legătură cu râul.
Nu trebuie confundat cu Lacul Amara din Buzău.

## Așezare
Lacul este situat pe traseul drumului Slobozia - Buzău în apropierea localității Amara din Județul Ialomița.
Se încadrează în partea estică a unității structurale Platforma Moesică.

## Caracteristici generale
Lacul are forma literei S, suprafața sa atinge 132 ha, volum acestuia fiind de 2,6 milioane de metri cubi, aria acestuia având o lungime de 4,2 km și o lățime între 200 și 800 m. Adâncimea maximă actuală este de 3 m.
Lacul este proprietate de stat fiind în administrarea RA Apele Romane -SGA Ialomița.

## Alimentare

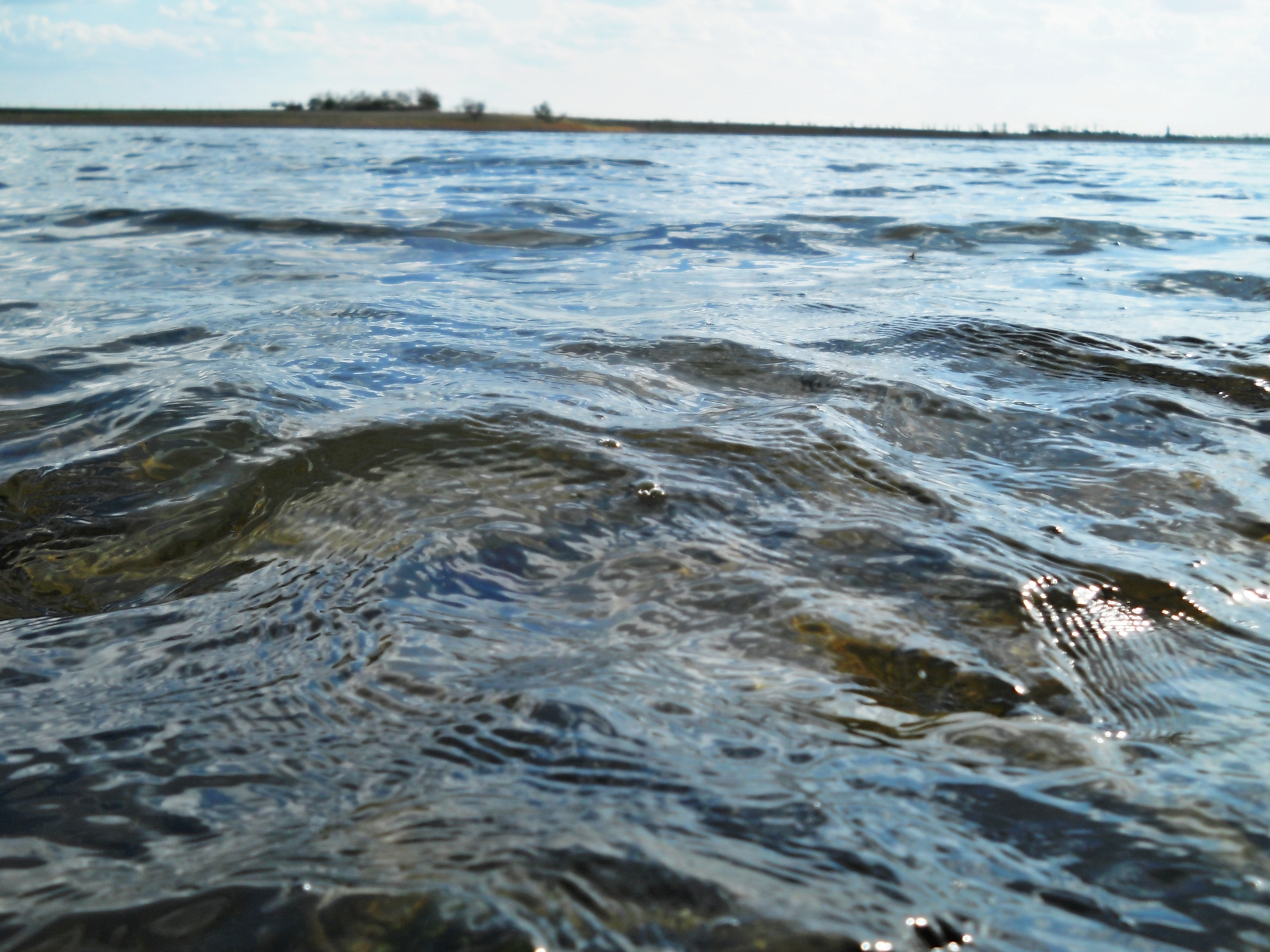

Este alimentat cu ape de șiroire (precipitații) care spală eflorescențele produse la suprafața rocilor din Câmpia Română și de către apele subterane (freatice) încarcate de săruri (predominant sulfați și cloruri). Sulfatul de magneziu si sulfatul de sodiu, dizolvate în mare cantitate în apa lacului, îi dau gustul foarte amar care maschează gustul sau sărat. Prin lipsa alimentării constante cu apă dulce tot timpul anului și prin procesul de evaporare pe fondul climatului uscat, a crescut concentrația în săruri a apei.
Lacul a prezentat o tendință de creștere a nivelului începând cu perioada 1965-1966. Valori de peste 4 m adâncime au fost atinse în anii 1970-1971; pentru a împiedica inundarea terenurilor și a construcțiilor din apropiere a fost construit un canal pentru evacuarea apei in exces. Aceastã mãsura a avut o mare influență negativă asupra salinității apei: dacă în 1887 concentrația de săruri a apei era de 89,45 g/l, în 1976 aceasta ajunsese la 7,7 g/l, ceea ce a favorizat dezvoltarea unei faune specifice apelor dulci. Concomitent s-a produs și reducerea proprietăților curative ale apei și nămolului, precum și scăderea rezervei de nămol.

## Nămolul sapropelic
Este negru (în contact cu aerul devenind cenușiu), unsuros, sărat și are un miros foarte puternic de hidrogen sulfurat. El conține 41% săruri anorganice, 39 % substanțe organice și 20 % apă. 
Substanțele pe care le conține sunt: sulfat de sodiu, de calciu, de fier sau de magneziu; clorură de sodiu; hiposulfit de sodiu; hidrogen sulfurat; hidrocarbosulfit; carbonat de sodiu sau de calciu; sulf liber; acetat de sodiu; nitrat de amoniu; acid formic, glutamic butiric, propilic, clorofil-rezorcin, pirocatechin si erin.  
Grosimea stratului de nămol este de 30-60 cm.

## Lacul Amara ca arie protejată
Este o arie protejată specială ce corespunde categoriei a IV-a IUCN (rezervație naturală, tip avifaunistic). Situl găzduiește efective importante ale unor specii de păsări protejate, fiind arie de protecție specială avifaunistică. Situl este important pentru populațiile cuibăritoare și în perioada de migrație. 
S-au regăsit astfel în zona Lacului Amara: 10 specii de păsari care necesită conservare: egreta mică, stârcul cenușiu, barza albă, lebada de vară, eretele de stuf, chira de baltă etc.), 30 de specii de păsări care necesită o protecție strictă (corcodelul mare, rața mică, rața sulițar, pescărușul argintiu, pescărușul sur, prigoria, chira de baltă, florintele etc.) și 14 specii de păsări de interes comunitar.
Din punct de vedere fitogeografic, lacul se înscrie în subzona de vegetație naturală a stepei, mult modificată în prezent datorită agriculturii și pajiștilor antropice.